# Matías Arezo
Douglas Matías Arezo Martínez (Montevidéu, 21 de novembro de 2002) é um futebolista uruguaio que atua como centroavante. Atualmente, joga pelo Peñarol, emprestado pelo Grêmio.

## Carreira

### River Plate-URU
Revelado pelas categorias de base do River Plate-URU, Arezo estreou profissionalmente em 14 de julho de 2019, em um empate por 0–0 contra o Progreso. Seu primeiro gol como profissional foi marcado em 10 de agosto de 2019, na vitória por 2–1 sobre o Juventud.

### Granada
Em 31 de janeiro de 2022, foi anunciado como novo reforço do Granada, da Espanha, assinando contrato por quatro anos e meio. No dia 20 de janeiro de 2023, retornou ao futebol uruguaio ao ser emprestado ao Peñarol até o fim da temporada.

### Grêmio
Em 18 de julho de 2024, foi contratado pelo Grêmio, do Campeonato Brasileiro, com vínculo até dezembro de 2028.

#### Retorno ao Peñarol (empréstimo)
Em 14 de julho de 2025, o Grêmio oficializou o empréstimo de Arezo ao Peñarol. O contrato é válido até 31 de dezembro de 2025. Pelo acordo, o clube brasileiro receberá uma quantia financeira, enquanto o time uruguaio ficará responsável pelo pagamento integral dos salários do jogador durante o período do empréstimo.

## Carreira internacional
Arezo representou o Uruguai nas categorias de base, participando do Campeonato Sul-Americano Sub-15 de 2017 e do Campeonato Sul-Americano Sub-17 de 2019. No torneio sub-17, marcou cinco gols, incluindo um hat-trick contra o Equador, terminando como o segundo maior artilheiro da competição.
Em março de 2023, foi convocado pela primeira vez para a Seleção Principal para os amistosos contra Japão e Coreia do Sul.

## Títulos
Granada
- Segunda Divisão Espanhola: 2022–23[12]

Grêmio
- Recopa Gaúcha 2025[13]

Prêmios individuais
Seleção do Campeonato Uruguaio: 2020, 2023